# Стойкін Володимир Йосипович
Володимир Йосипович Стойкін (1 червня 1874, м. Харків — 14 травня 1931) — український військовик, начальник постачання Армії УНР, генеральний хорунжий армії Української Держави.

## Життєпис
Народився у місті Харків. Закінчив 2-гу Харківську класичну гімназію, Михайлівське артилерійське училище (1897), служив у лейб-гвардії 2-й артилерійській бригади. Згодом у 1903 році закінчив Миколаївську академію Генерального штабу за 1-м розрядом. З 1911 року на викладацькій роботі у Михайлівському артилерійському училищі. З 1 січня 1915 помічник начальника постачання 12-ї армії. З 15 жовтня 1915 командир 68-го лейб-піхотного Бородинського полку. З грудня 1916 — генерал-майор, начальник господарчого відділу Особливої армії. З 14 березня по 26 грудня 1917 — в. о. начальника штабу Особливої армії.
У березні 1918 на запрошення військового міністра Центральної Ради Олександра Жуківського зайняв посаду начальника постачання Армії УНР. На початку липня 1918 залишив її через розходження у політичних поглядах з гетьманом Павлом Скоропадським. Згодом — директор-розпорядник «Товариства внутрішньої та зовнішньої торгівлі» у Києві. З грудня 1918 р. — актор одного з театрів у Києві.
У червні 1919 року був мобілізований до РСЧА та призначений начальником розвідчого відділу штабу 12-ї армії, однак невдовзі перейшов на сторону білих.
З 26 січня 1920 представник Збройних Сил Півдня Росії при штабі Української Галицької армії. На початку лютого 1920, після переходу УГА на сторону червоних, був заарештований та ув'язнений в Одесі. 14 березня 1920 направлений у розпорядження командувача 14-ї радянської армії. З вересня 1920 — начальник 41-ї стрілецької дивізії РСЧА, яка боролася проти Армії УНР. (На чолі цієї дивізії підтримував таємні контакти зі штабом Армії УНР). З грудня 1920 року в. о. начальника штабу 14-ї радянської армії. З лютого 1921 — голова 2-ї роз'їздної Інструкційної комісії. З 14.05.1921 р. — начальник штабу Харківської військової округи. З червня 1921 заступник командувача військ ХВО. З 8 листопада 1921 помічник начальника постачання військ України та Криму, згодом — помічник начальника постачання Української військової округи. З 1925 р. — лектор Вищої повторної школи комскладу, того ж року був демобілізований з РСЧА.
Працював завідувачем магазину, службовцем фінансового відділу штабу ХВО. З 1926 референт Всесоюзної ради народного господарства УРСР. 20 лютого 1931 заарештований у справі «Весна» (т. зв. контрреволюційна змова колишніх офіцерів). 7 травня 1931 засуджений до розстрілу та невдовзі страчений.